# Eberhard Harbsmeier
Eberhard Harbsmeier (født 20. december 1943 i Göttingen, Tyskland) er en dansk/tysk teolog, som er tidligere rektor for Teologisk Pædagogisk Center i Løgumkloster. Lektor ved Københavns Universitet fra 1986 til 1996. Udnævnt til adjungeret professor ved Aarhus Universitet i 2001 i praktisk teologi. Han gik på pension i 2013. 